# Церква Успіння Пресвятої Богородиці (Розділ)

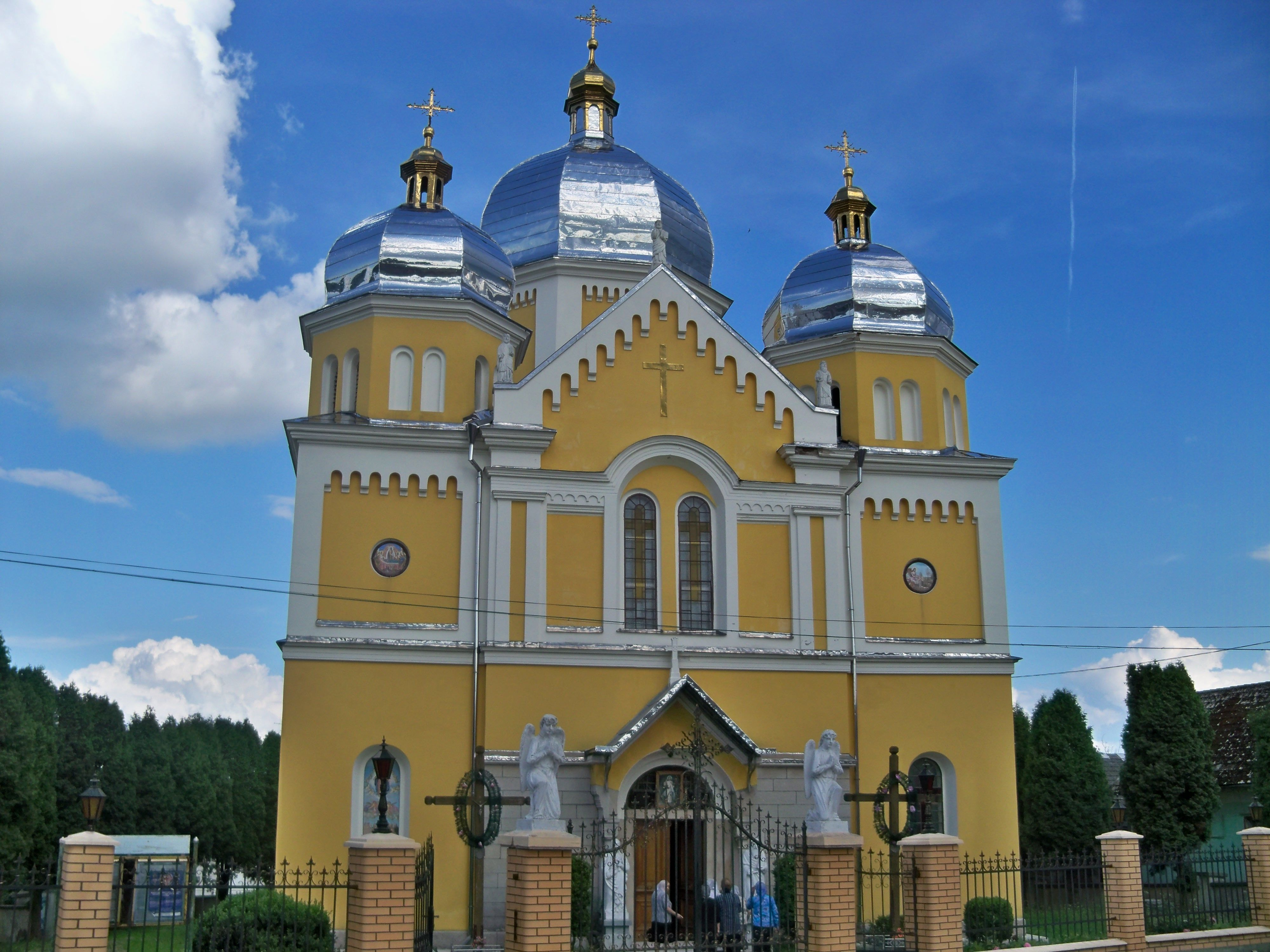
Церква Успіня Пресвятої Богородиці, Фасад

Церква Успіння Пресвятої Богородиці , палац у Роздоллі — церква Львівської митрополії Стрийської єпархії (Новороздільського деканату), зведена у XVII столітті у смт. Розділ. Дерев'яна церква не збереглася у наш час. Натомість є давня мурована дзвіниця та поруч із нею кам'яна церква із кінця ХІХ ст. 

## Історія

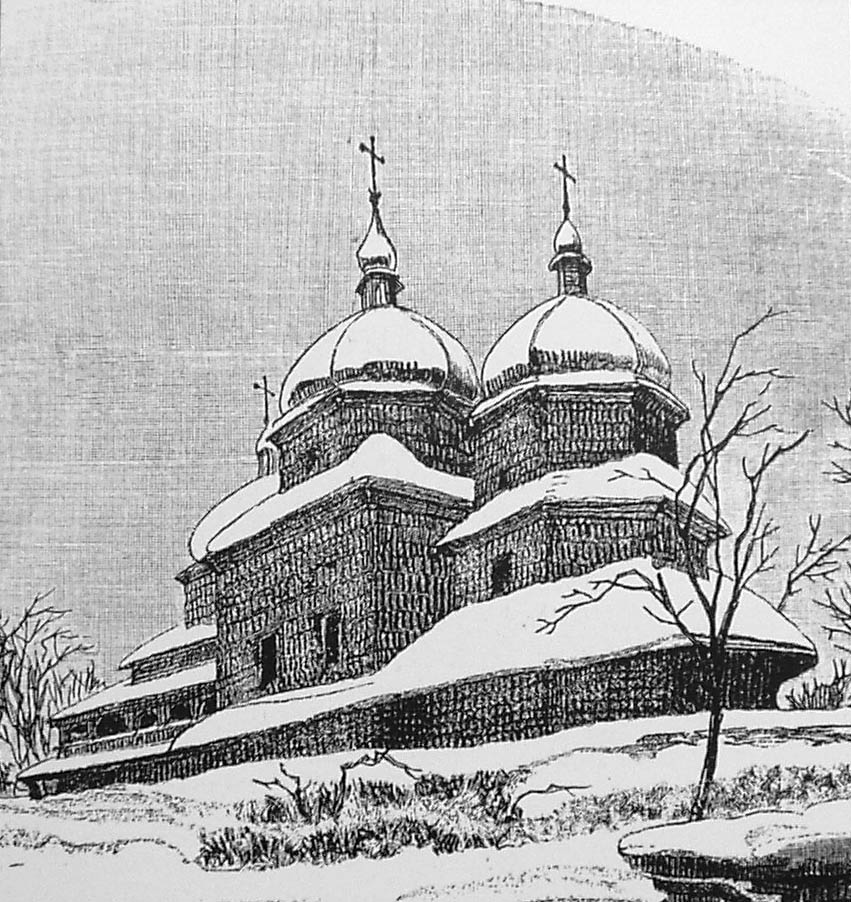
Церква в Роздолі до 1898 року

При перевірці парафії восени 1739 року було зазначено, що місцева церква Успення Діви Марії має 3 верхи з гонтовим покриттям. Парохом був о. Семен Помазанський. При церкві було братство, яке мало 80 членів. 
16 жовтня 1764 року о. Микола Шадурський провів генеральну візитацію місцевої парафії. У складеному ним акті були докладно перераховані всі церковні землі (серед яких поле «до Зеленої дороги», «нива Журавлина»). Аналіз цих назв підказує, що в місті колись ремісники виготовляли з глини, а на озерах та болотах водились журавлі.
У 1799 році парохом був о. Іван Помазанський, а біля церкви був шпиталь та школа. У 1803 році парохом вже був о. Степан Теліховський. Церква була збудована з ялинового дерева, вкрита ґонтом, і потребувала ремонту. Біля неї була мурована дзвіниця. Цвинтар був огороджений мурованою стіною. Хата священика була дуже старою, збудованою з вільхового дерева, але з мурованим комином. Шпиталь був звичайною курною хатою, але покритою ґонтом. На церковних полях висівали щорічно 25 корців зерна. Разом цих полів церква мала на 30,5 дня оранки одним плугом, а також лук, які за день могли скосити 18 косарів. Як видно з акту перевірки парафії влітку 1832 року, в Роздолі була дерев'яна церква Успення Діви Марії, яка крім головного ще мала два бічні вівтарі: Непорочного зачаття Богородиці та св. Миколая. Біля церкви стояла мурована дзвіниця з 4 дзвонами (два з них були розбиті). Один із них походив з молдавського міста Сучава, здобутого поляками в середині XVII ст. На ньому був напис румунською мовою кириличними літерами.
Дерев'яна хата пароха о. Василя Шведзицького була збудована 1727 року. Сам о. Шведзицький мав вже 55 років, в Розділ прибув з Якторова у 1805 році, а в 1806 році став тут парохом. Показав при перевірці книги народжень, які починались від 1739 року. Книга шлюбів була з 1786 року, а смертей — з 1784 року. Депутати громади підтвердили, парох добрий і старанний, а також висловили побажання, щоб був відновлений давній звичай посвячення полів, і перелиті їхні розбиті дзвони. Теж вони зазначили, що в громаді немає жодних забобонів та ворожок і ніхто з громади не ходить на сторону до них. Через 7 років тут вже проживали 709 греко-католиків.
1817 року у о. В. Шведзицького народився син Яків, який у 1840 році став священиком і спочатку був помічником у батька в Роздолі, а 1844 року став парохом у Миколаєві. У 1848 році з депутацією їздив до цісаря, у 1856 році був перенесений до Львова, у 1873-79 роках був депутатом до віденського сейму. Помер у 1886 році. 
Помер о. Шведзицький в Роздолі 30 липня 1859 року, маючи 82 роки. Незадовго до смерті, 1 лютого 1858 року він отримав помічника — о. Антона Нижанківського. Мабуть він не був затверджений парохом в місті, бо у 1860 році адміністратором парафії був о. Микола Вергановський, а на посаду помічника пароха в листопаді 1860 року був призначений ново висвячений о. Василь Залозецький.
У березні 1860 року на парафію Розділ претендували 18 священиків. Серед них консисторія вибрала трьох кращих претендентів: Антона Петрушевича, Миколу Устияновича та Івана Хоміцького. Останній з них був парохом у Букачівцях і в червні 1860 року став парохом Роздолу. Він був одним із 8 претендентів на цю парафію ще влітку 1869 року. Парафія була великою і привабливою, бо Розділ таки був містом і до складу парафії також входили села Березина та Крупське. Цікаво, що о. Устиянович на початку грудня 1859 року ходив просити протекцію на парафію Розділ у намісника Галичини Агенора Голуховського.
1 січня 1891 року помічником пароха був призначений молодий о. Григорій Дякон, 1866 р.н., який на цій посаді був до 19 березня 1895 року. Того року у Роздолі було 1016 грекокатоликів. У 1892 році в місті була збудована нова церква. Отця Г. Дякона замінив о. М. Сгисловський, 1868 р.н., який був тут до початку березня 1900 року. Після нього протягом кількох місяців на цій посаді перебував о. Антін Лучаківський. 1 липня 1900 року помічником пароха був призначений о. Юліан Дикий. Помічник мав отримувати корон річної платні.
Відомо, що місцевий парох о. Атанасій Юркевич, 1848 р.н., у вересні 1906 року з групою прочан та митрополитом А. Шептицьким зробив поїздку до Єрусалима. 18 травня 1911 року о. Юркевич був обраний заступником голови жидачівської повітової ради. Цим кроком поляки готували собі союз з москвофілами перед виборами до парламенту влітку цього року. Отець Юркевич вже перед початком світової війни мав підірване здоров'я і в літні місяці отримував відпустки для лікування. У серпні 1914 року був арештований австрійськими жандармами, повернувся до Роздолу тільки в серпні 1915 року. Разом з ним був арештований і його помічник о. Йосип Костек, поставлений тут весною 1912 року. Протягом їхньої відсутності завідував парафією о. Андрій Іщак. За цей рік він мав отримали з церковного фонду 1080 корон платні. Мабуть москвофільські переконання не залишали о. Юркевича і після ув'язнення, бо весною 1920 року пожертвував 100 корон на газету «Прикарпатская Русь».
Отець Юркевич помер тут 23 грудня 1933 року. Після цього парафія була поставлена на конкурс. Але так склалось, що два переможці: о. Туркевич та о. Пилипєць, відмовились від парафії. В листопаді 1935 року парафіяни Роздолу, Березини та Крупська звернулись із заявою до митрополита А. Шептицького, в якій просили дати їм парохом о. Винницького з Залісців. Проте митрополит мав інші думки і призначив о. Євгена Возняка, 1885 р.н., який прибув сюди з Поршни восени 1935 року і перебував тут до 1939 року. Помер у Івано-Франківську, доживши до 90 років. В ніч з 14 на 15 вересня 1939 року його родина ледве врятувалась від оскаженілої поліції, яка разом з частинами відступаючої польської армії мордувала українське населення на Миколаївщині.
Не заставши нікого вдома (родина встигла втекти через вікно), поліцаї спалили хату пароха. Незабаром дочками пароха Марією та Любою, які були активними членами ОУН, зацікавились працівники НКВД, бо їм попали в руки архіви польської поліції. На прохання о. Возняка консисторія надала йому 3-місячну відпустку для лікування. Вся родина рушила в небезпечну дорогу на захід. Біля Турки вони перейшли кордом і опинились в німецькій окупаційній зоні. Протягом 2 тижнів листопада жили в о. Івана Тимчука в селі Беньова. Звідти перебрались у Балигород, де й працювали на різних посадах до початку радянсько-німецької війни. Згодом переїхали до Кракова. Там Люба познайомилась з Миколою Лемиком, який за завданням ОУН застрелив у Львові ще в 1933 році радянського високопоставленого чиновника НКВД Майлова (акт помсти за голодомор в Україні), і восени 1940 року стала його дружиною. Влітку 1941 року гестапівці розстріляли Лемика у Миргороді на Полтавщині як керівника похідної групи ОУН, яка йшла слідом за фронтом і встановлювала українську владу на звільнених від більшовиків землях. Синьооку Любу після першої зустрічі назвав Чічкою і її саме під цим іменем знали його товариші. Про його одруження написав у своїх спогадах член проводу ОУН Микола Климишин. У 1947 році енкаведисти арештували Любу в Дашаві і до 1964 року вона поневірялась у радянських таборах в Мордовії.
Марія Возняк влітку 1940 року у Кракові вийшла заміж за Василя Бандеру, рідного брата провідника ОУН. Сімейного щастя з ним не зазнала, бо в липні 1942 року його замордували поляки у німецькому концтаборі Аушвіц як в'язня № 49721. Докладніше про обставини його смерті написано у спогадах Олекси Вінтоняка у збірнику «В боротьбі за українську державу». Отець Возняк у вересні 1941 року знову просив консисторію надати йому парафію Розділ, але даремно.
В 1939 році церкву повністю закривають. В 1950 її відкривають як православну
Та до 1989 владою все одно не схвалюється відвідування навіть православної церкви.
Є відоме комуністичне гасло – «Рєлигия опіум для народа». Саме під ним протягом всієї радянської доби в Роздолі (як і в багатьох інших місцях) в школі дітям проводять антирелігійні уроки, на Великдень змушують іти до школи, а на свят-вечір вчителі чергують в центрі Роздолу і записують імена тих хто колядував до «чорного» списку.
Взимку 1992-1993 в Роздолі виникає маса кривавих сутичок між православною (тоді вже УПЦ ) і греко-католицькою громадами. Люди б’ються за церкву одне з одним.
Католики зайняли церкву і ставили барикади не пускаючи в неї православних. Після того православний отець Микола Хомин спорудув на власному подвірї каплицю до якої потім ходили всі православні. Його подвіря знаходилось одразу позаду самої церкви і католики його прагнули витіснити навіть звідти, був випадок коли католики з вигуками «Хомин злодій!» вчинили напад на дім отця Миколи, порозбивавши вікна і обливши дім бензином, але слава Богу все обійшлось.
Цей випадок зупинила голова селищної ради Рогуля Марія Миколаївна приславши роту тоді ще «ОМОНу» яка вгамувала розізлених парафіян. Тоді вона забрала ключі від церкви і сказала що два отця будуть правити по черзі, або не буде правити жоден.
І з того часу так і є служба в одних, зразу після неї служба в інших.
Та ще приблизно два роки дрібні сварки виникали і бувало навіть що чоловіки з дружинами розлучались, або батьки не дозволяли молодим парам не дозволяли одружуватись з причини що одні православні, а інші католики. Люди немов були розділені на два ворожих табори.
Але з часом все вгамувалось і сутичок більше не виникало. А з 2007 по 2009 рік спільними коштами парафіян обох парафій проведений генеральний ремонт та реставрація роздільської Церкви.

## Дзвіниця
Зведена у 1803 році, дзвіниця є мурованою, триярусною спорудою з дерев'яним верхом. Вона зберігає старовинний дзвін 1687 року, який є рідкісною пам’яткою першої половини XVII століття. Дзвіниця належить до комплексу внутрішньої церкви, дерев’яну будівлю якої було розібрано в 1960-х роках. На початку Першої світової війни, коли відбулася реквізиція дзвонів для військових потреб, постало питання і про долю роздільного дзвону. Завдяки зусиллям Кароля Бадецького, заступника директора Архіву давніх актів Львова, цінну реліквію зберегли.
В 1920-ому році дзвін старанням Бадецького експонувався на великій виставці у Львові, присвяченій ливарному мистецтву, про що свідчить номер, нанесений білою фарбою на дзвін. По закінченню виставки дзвін повернувся до Роздолу.